# Viva Zapata!
Viva Zapata! è un film del 1952 di Elia Kazan ispirato alla biografia scritta da John Steinbeck sul capo rivoluzionario messicano Emiliano Zapata interpretato da Marlon Brando.

## Trama

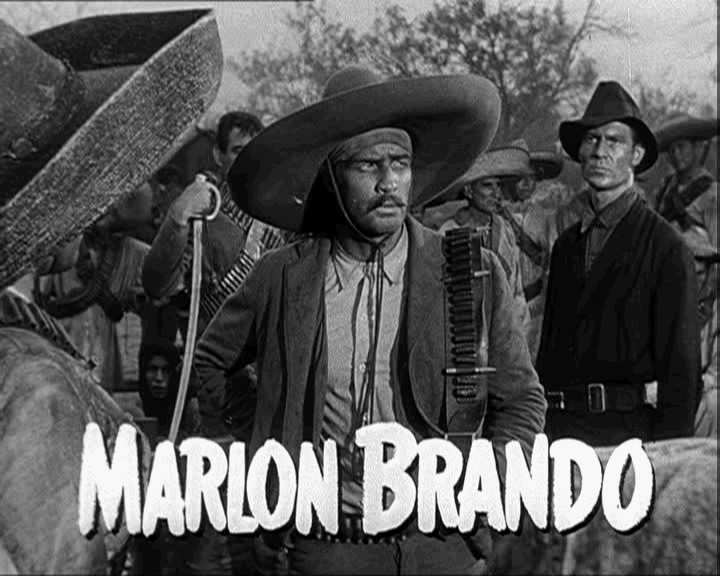
Marlon Brando nel trailer

Il film narra le gesta del rivoluzionario Emiliano Zapata (1879-1919) che durante la Rivoluzione messicana si batté contro il dittatore Porfirio Díaz per i diritti dei peones oppressi dai grandi proprietari terrieri.
Emiliano Zapata fa parte di una delegazione inviata per lamentarsi col corrotto presidente di lunga data Porfirio Díaz dei sequestri dei grandi proprietari terrieri a danno dei piccoli agricoltori, ma Díaz respinge le loro preoccupazioni, spingendo Zapata ad aprire la ribellione, insieme a suo fratello Eufemio. Lui nel sud e Pancho Villa nel nord si uniscono sotto la guida dell'ingenuo riformatore Francisco Madero.
Díaz è finalmente rovesciato e Madero prende il suo posto, ma Zapata è sgomento nello scoprire che nulla sta cambiando. Madero offre a Zapata una terra tutta sua, mentre non riesce ad agire per distribuire la terra ai contadini che hanno combattuto per porre fine alla dittatura. Zapata rifiuta l'offerta e non cerca guadagni personali. Nel frattempo, l'inefficace ma ben intenzionato Madero si fida del traditore generale Victoriano Huerta. Huerta prima prende prigioniero Madero e poi lo fa assassinare.
Steinbeck raffigura nel film l'allettante potere militare e politico che corrompe gli uomini. Mentre diventa chiaro che ogni nuovo regime non è meno corrotto e egoista di quello che ha sostituito, Zapata rimane guidato dal suo desiderio di restituire ai contadini le terre che sono state loro sottratte, rinunciando ai propri interessi personali. Suo fratello si trasforma in un piccolo dittatore, prendendo ciò che vuole senza riguardo per la legge, ma Zapata rimane un leader ribelle di alta integrità. Sebbene sia in grado di sconfiggere Huerta dopo l'assassinio di Madero, a causa della sua integrità Zapata perde suo fratello e la sua posizione.
Anche se alla fine Zapata stesso viene attirato in un'imboscata e ucciso, il film suggerisce che la resistenza dei "campesinos" non finisca. Si vocifera che Zapata non sia mai morto, ma continua invece a combattere dalle colline, dando ai "campesinos" un senso di speranza. Come diverse scene suggeriscono, nel corso degli anni i "campesinos" hanno imparato a guidare se stessi piuttosto che guardare gli altri per guidarli.

## Riconoscimenti
- 1953 - Premio Oscar
  - Miglior attore non protagonista a Anthony Quinn
  - Candidatura Miglior attore protagonista a Marlon Brando
  - Candidatura Migliore sceneggiatura originale a John Steinbeck
  - Candidatura Migliore scenografia a Lyle R. Wheeler, Leland Fuller, Thomas Little e Claude E. Carpenter
  - Candidatura Miglior colonna sonora a Alex North
- 1953 - Golden Globe
  - Candidatura Miglior attrice non protagonista a Mildred Dunnock
- 1952 - Festival di Cannes
  - Miglior interpretazione maschile a Marlon Brando
  - Candidatura Palma d'oro a Elia Kazan
- 1953 - Premio BAFTA
  - Miglior attore straniero a Marlon Brando
  - Candidatura Miglior film